# Louisburg (Missouri)
Louisburg è un villaggio degli Stati Uniti d'America, situato nello Stato del Missouri, nella contea di Dallas.